# Otto Konrad
Otto Konrad (Graz, 1º novembre 1964) è un allenatore di calcio ed ex calciatore austriaco, di ruolo portiere.

## Palmarès
- Campionato austriaco: 3

Salisburgo: 1993-1994, 1994-1995, 1996-1997
- Supercoppa d'Austria: 2

Salisburgo: 1994, 1995